# Cascade (Montana)
Cascade è una città degli Stati Uniti d'America situata nel Montana, nella Contea di Cascade.